# Сууркюла (Лахеда)
Сууркюла (ест. Suurküla, виро Suurkülä), також використовується назва Йоосу-Сууркюла (ест. Joosu-Suurküla) — село в Естонії, входить до складу волості Лахеда, повіту Пилвамаа.